# Guerre de protection de la nation
La guerre de protection de la nation (護國戰爭), aussi appelée guerre anti-monarchie, est un conflit civil qui a lieu en Chine en 1915 et 1916. Elle oppose d'un côté Yuan Shikai, le président de la république de Chine qui s'auto-proclame empereur le 12 décembre 1915 et annonce son intention de restaurer le régime impérial qui fut renversé trois ans plus tôt en 1912, et Cai E, un général ayant pris la cause de la jeune république de Chine et qui lutte contre sa dissolution. 
Le début de la contestation commence dans la province du Yunnan qui déclare son indépendance. L'armée de Yuan fait alors face à une série de défaites qui amènent les autres provinces à rallier la cause de la République et à déclarer également leur indépendance. Acculé par la nation entière, Yuan Shikai n'a d'autres choix que d'abdiquer et meurt de maladie quelques mois plus tard. 
La victoire de la république de Chine concrétise définitivement l'assise de ce nouveau type de gouvernement en Chine, pays n'ayant connu que des systèmes impériaux, et toute idée de restauration de l'Empire, hormis la très brève restauration mandchoue de 1917, prend fin. La guerre provoque cependant un affaiblissement considérable du gouvernement central qui ne parvient plus à faire régner son autorité sur les provinces chinoises qui tombent alors sous le contrôle de seigneurs de la guerre indépendants. Ce chaos général ne prend fin que douze ans plus tard en 1928 avec l'expédition du Nord.

## Origine
Après que Yuan Shikai eut comploté pour assassiner Song Jiaoren, un chef notable du Kuomintang, en 1913, Sun Yat-sen lance la « Seconde Révolution » (二次革命) contre Yuan. Il échoue et est obligé de fuir au Japon tandis que le Kuomintang est dissous. Entre août et décembre 1915, les partisans de Yuan commencent à réclamer la restauration de la monarchie chinoise. Le 12 décembre, Yuan s'auto-proclame empereur de Chine sous le nom de Hongxian. Le nouvel empire est officiellement fondé le 1er janvier quand il annonce son intention d'organiser une cérémonie de couronnement.

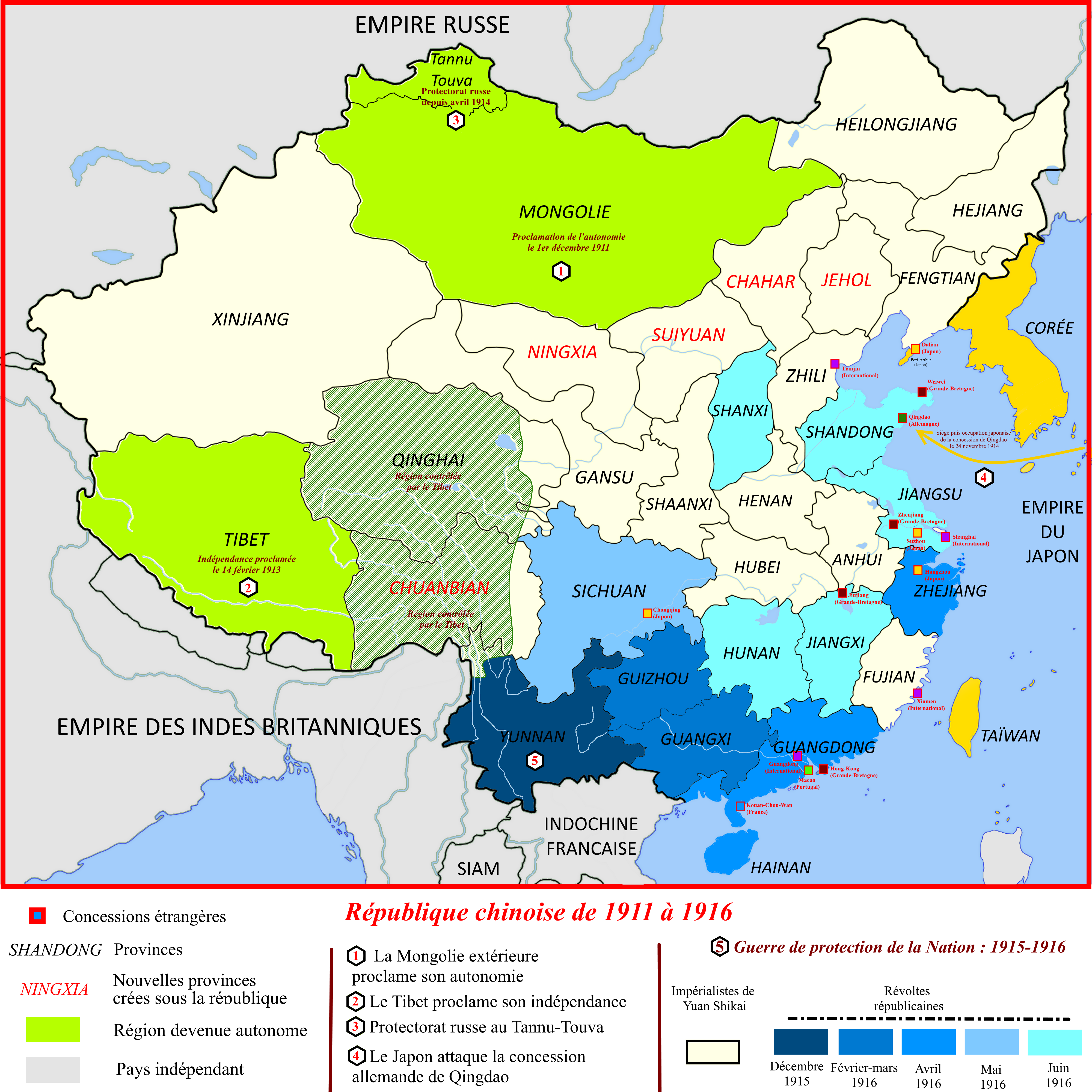
Carte de la Chine de 1911 à 1916

## Déroulement

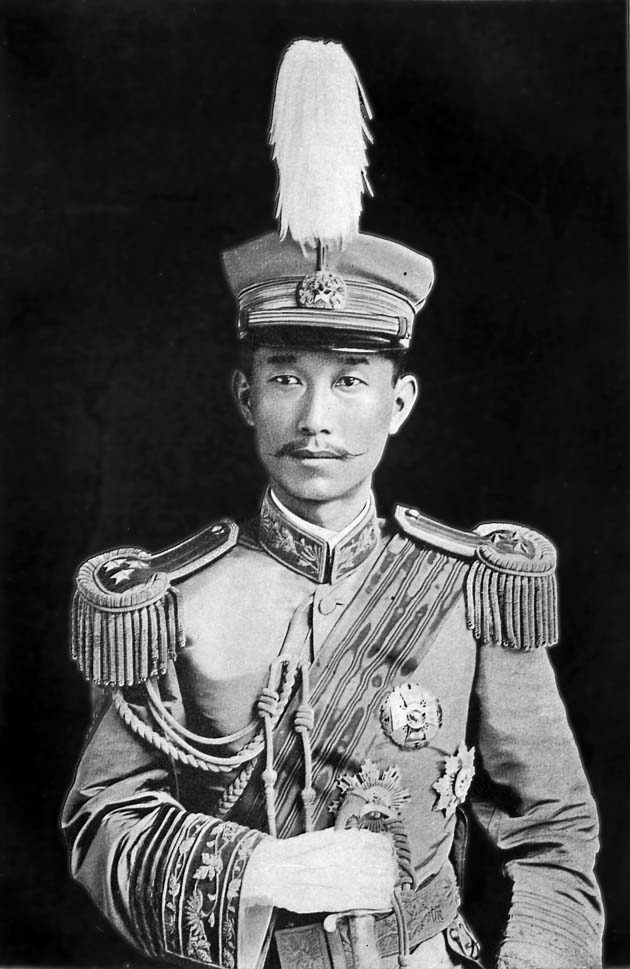
Le général Cai E mène la jeune république de Chine contre les tentatives de Yuan Shikai de restaurer l'empire de Chine.

Peu de temps après la proclamation de Yuan, les chefs militaires Cai E et Tang Jiyao de la province du Yunnan déclarent l'indépendance le 25 décembre dans la capitale régionale, Kunming. Ils créent l'armée de protection de la nation et partent en expédition contre Yuan. Celui-ci envoie 80 000 hommes pour attaquer le Yunnan mais ses troupes subissent une sévère défaite dans la province du Sichuan. Avant cette défaite, les provinces du Guizhou et du Guangxi ont déclaré leur indépendance entre février et mars 1916. Le Guangdong, le Shandong, le Hunan, le Shanxi, le Jiangxi, le Jiangsu suivent par la suite, et le chaos commence à régner dans le gouvernement impérial. L'armée de Beiyang, dont les troupes ne sont plus payées, n'oppose pas aux forces armées en révolte de résistance particulière.
Yuan Shikai tente de gagner du temps en repoussant sa cérémonie de couronnement. Les puissances étrangères lui retirent leur soutien sans choisir de soutenir un camp précis, à l'exception de l'empire du Japon, qui menace d'envahir militairement la Chine et soutient ouvertement les républicains. Yuan Shikai fait machine arrière et renonce officiellement à son titre impérial le 22 mars 1916, après un règne de 83 jours, sans jamais avoir pu se faire couronner. Il tente de composer avec ses opposants en leur proposant de rentrer au gouvernement central mais se trouve isolé politiquement. Il meurt d'une maladie du foie le 6 juin 1916. La guerre de protection nationale se termine sur une victoire de la république de Chine, et les provinces annulent leur déclaration d'indépendance.

## Dans le Nord-Ouest de la Chine
Le gouverneur du Xinjiang, Yang Zengxin, est un ancien officiel du gouvernement Qing qui approuve le monarchisme de Yuan Shikai, et est opposé au républicanisme. Yang commande des milliers de soldats Chinois musulmans. Il dirige le Xinjiang avec une clique de Yunnanais, étant du Yunnan lui-même. Ses généraux Ma Fuxing et Ma Shaowu sont également Yunnanais. Lorsque des révolutionnaires du Yunnan veulent rejoindre Cai E dans sa révolte contre Yang, il les fait décapiter lors du banquet du Nouvel An 1916. Yang est nommé comte par Yuan Shikai.

## Influence

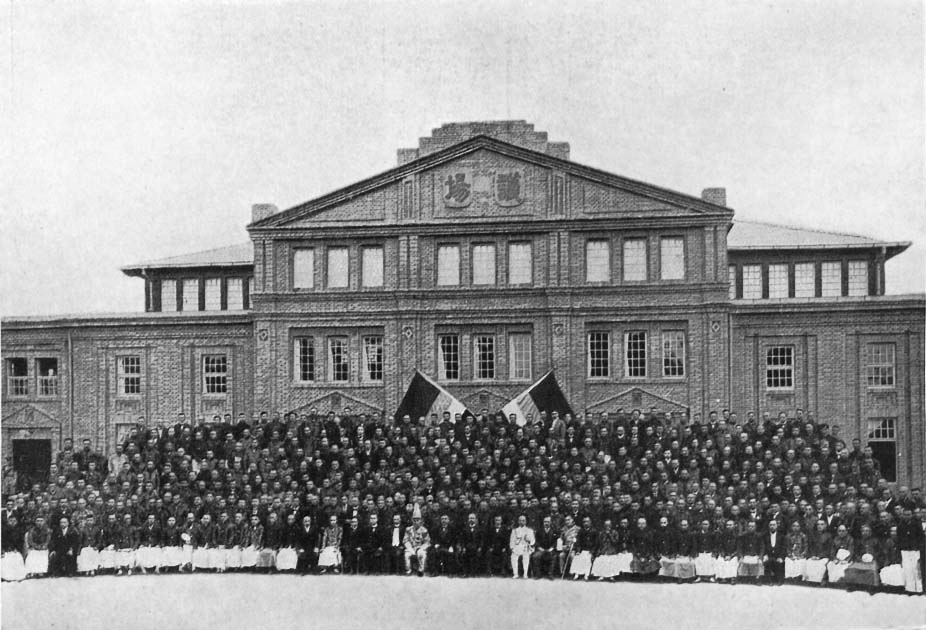
La réouverture de l'Assemblée nationale à Pékin le 1 août 1916 après la victoire de la république de Chine.

La guerre de protection de la nation symbolise le début de la séparation entre le Nord et le Sud après l'établissement de la république de Chine. Yuan Shikai est le président légitime de la République, mais sa tentative de devenir empereur est avortée par les provinces du Sud. Après cet événement, le gouvernement de Beiyang de Pékin n'est plus capable de maintenir son contrôle sur les chefs militaires des provinces du Sud. Après la mort de Yuan Shikai, le gouvernement perd son autorité sur les seigneurs de guerre et commence à être rongé de l'intérieur par des querelles de cliques rivales. Sun Yat-sen fonde pendant ce temps un gouvernement militaire à Guangzhou dans l'extrême-Sud, et ses actions mènent au mouvement de protection de la constitution.